# Alloclubionoides mandzhuricus
Alloclubionoides mandzhuricus là một loài nhện trong họ Amaurobiidae.
Loài này thuộc chi Alloclubionoides. Alloclubionoides mandzhuricus được miêu tả năm 1999 bởi Ovtchinnikov.